# Thiago Galhardo
Thiago Galhardo (født 20. juli 1989) er en brasiliansk fodboldspiller.